# Nomada fabriciana
Nomada fabriciana ist eine Biene aus der Familie der Apidae. Individuen mit mehr Gelbanteilen kann man mit Nomada gransassoi verwechseln.

## Merkmale
Die Bienen haben eine Körperlänge von sieben bis elf (Weibchen) beziehungsweise sieben bis zehn Millimetern (Männchen). Der Kopf und Thorax ist bei den Weibchen schwarz, manchmal sind die Mandibeln, Wangen, Calli und das Schildchen (Scutellum) rot gezeichnet. Die Tergite sind hell- bis dunkelrot. Die Basis des ersten Tergits ist schwarz, das zweite hat bei manchen Individuen gelbe Flecken. Die Mandibeln haben zwei Zähne. Das Labrum hat auf der vorderen Hälfte Zähnchen. Das dritte Fühlerglied ist kürzer als das vierte, das letzte Fühlerglied ist mehr oder weniger gelblich. Die Schienen (Tibien) der Hinterbeine haben am Ende mehrere nebeneinander liegende, schwarze, kleine Dornen. Die Männchen sehen den Weibchen ähnlich, ihre Fühler sind an der Spitze häufig dunkel. Selten gibt es Individuen, bei denen die Mandibeln, das Labrum und die Wangen gelb gemustert sind.

## Vorkommen und Lebensweise
Die Art ist in weiten Teilen Europas verbreitet. Die Tiere fliegen in zwei Generationen von Mitte März bis Anfang August. Die Art parasitiert Andrena bicolor, Andrena chrysosceles und Andrena angustior.

## Belege
Felix Amiet, M. Herrmann, A. Müller, R. Neumeyer: Fauna Helvetica 20: Apidae 5. Centre Suisse de Cartographie de la Faune, 2007, ISBN 978-2-88414-032-4.

## Weblink
- Nomada fabriciana in der Roten Liste gefährdeter Arten der IUCN 2013.2. Eingestellt von: Smit, J., 2013. Abgerufen am 22. Februar  2014.